# Chinook Pass Entrance

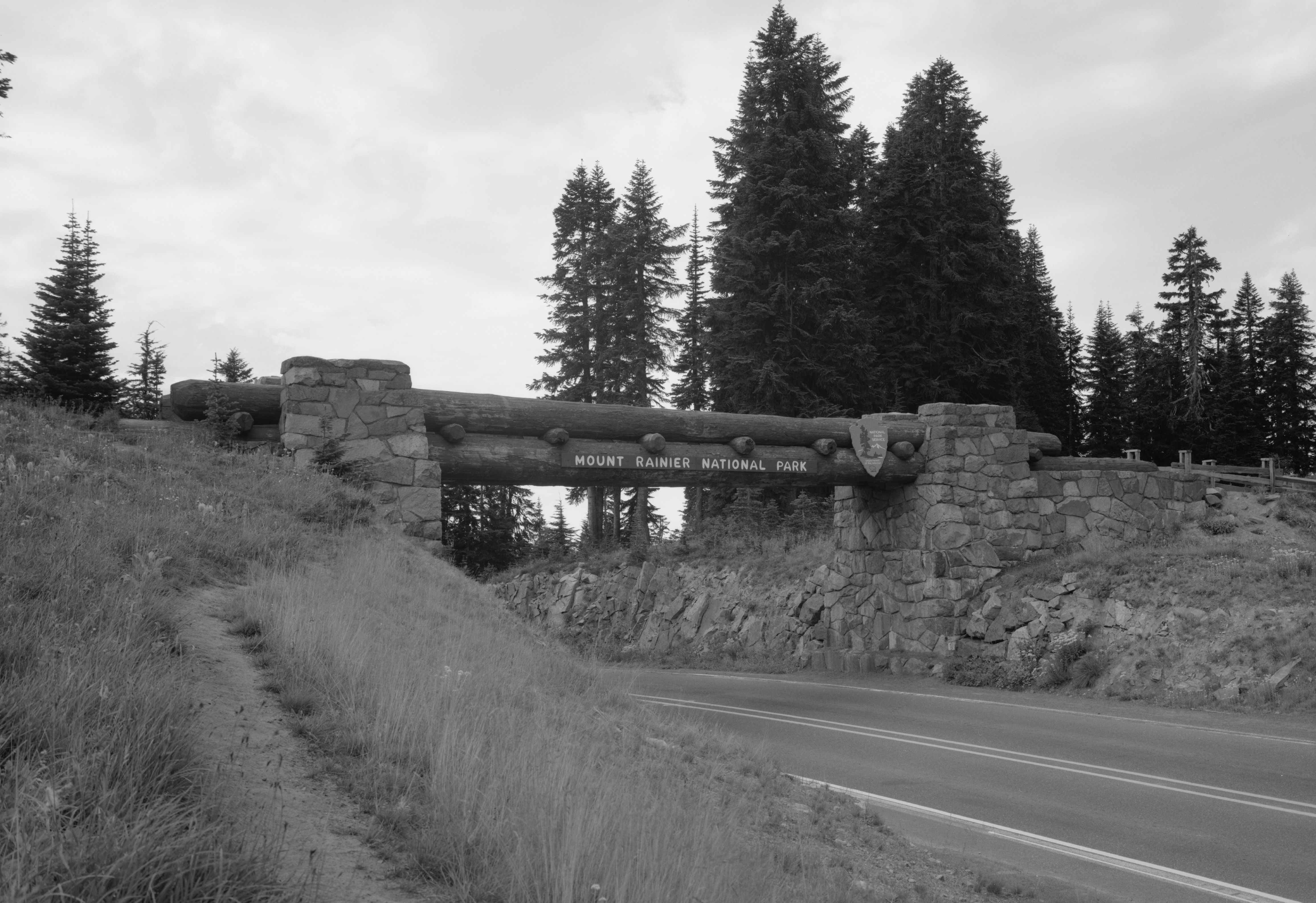
Pohled na vjezd do parku.

Chinook Pass Entrance je obloukový vjezd do národního parku Mount Rainier v americkém státě Washington. Tvoří jej několik klád svírajících pravý úhel s kamennými pilíři vedle silnice. V roce 1933 byl navržen Správou národních parků a v roce 1936 jej postavily Lidové konzervační jednotky (CCC). Oblouk slouží také jako most, po kterém vede bývalá koňská cesta, která je nyní částí transkontinentální turistické stezky Pacific Crest Trail.
Do Národního rejstříku historických míst byl oblouk přidán v březnu 1991. Zároveň je částí Národního historického památkového obvodu Mount Rainier, který ochraňuje exempláře rustikální architektury v celém národním parku.